# 擬紅衣指柱蘭
擬紅衣指柱蘭（學名：Cheirostylis tortilacinia var. wutaiensis）是蘭科指柱蘭屬下的一個變種，為臺灣特有，原變種為和社指柱蘭（Cheirostylis tortilacinia）。於2020年由臺灣植物學家林讚標發表。變種名 wutaiensis 是依其發現地點屏東霧台所締造之拉丁字詞。

## 形態
擬紅衣指柱蘭是和社指柱蘭種位階以下，全部花冠都為反常齊整花之族群。開花時可達7.5 公分高，營養器官幾乎與原變種無異。

## 生態特性
花期為一月。目前僅見於臺灣屏東，採集者首次在 2020 年 1 月 5 日於屏東霧台鄉約海拔 1,050 公尺發現一個小族群，出現在下層地被且被枯葉覆蓋。